# كريستوفر د. كوك
كريستوفر د. كوك (بالإنجليزية: Christopher D. Cook)‏ هو ملحن بريطاني، ولد في 18 نوفمبر 1988 في غرينتش في المملكة المتحدة.